# ドラえもんのひみつ道具 (はな-はん)
ドラえもんのひみつ道具 (はな-はん) では、藤子・F・不二雄の漫画『ドラえもん』、『大長編ドラえもん』(VOL.1〜17)、藤子・F・不二雄のその他の著作に登場するひみつ道具のうち 、読みが「はな」で始まるものから「はん」で始まるものを列挙する。

## 花咲か灰
花咲か灰（はなさかばい）は、「かべ景色きりかえ機」（てんとう虫コミックス31巻に収録）、『何が何でもお花見を』（同45巻収録）、『よいこ』1973年4月号掲載の無題作品（単行本未収録）、「花さくはい」（藤子・F・不二雄大全集第5巻に収録）に登場する。
この灰を蒔くと、枯れ木だろうと、木などない部屋の中だろうと、たちまち満開の桜の花が咲く。人の顔に灰がかかるとその人の顔が花になってしまって、作中では玉子に灰がかかり花が咲いてしまった。
日本の民話である『花咲かじいさん』に登場する灰をモチーフにしている。

## はなジュース
はなジュースは、「バタバタフライ」（てんとう虫コミックススペシャル『ドラえもん カラー作品集』1巻収録）に登場する。
目測1メートルほどの細長い花の形の器に、甘くておいしいジュースが入っている。チョウの口を模した渦巻き状のストローで飲む。

## 花園ボンベ
花園ボンベ（はなぞのボンベ）は、『のび太の日本誕生』に登場する。
ボンベの中に粉末状の花の種が入っている。スプレーのように畑にまくと、1日とかからずに花畑ができあがる。

## はなバルーン
はなバルーンは、「はなバルーン」（てんとう虫コミックス『ドラえもんプラス』6巻に収録）に登場する。
ポンプ状の道具から鼻の穴に突っ込んでスプレーを吹き付け、鼻息を吹き出すと、スプレー成分が鼻ちょうちんのように膨らみ、風船ができあがる。道具についているダイヤルをあわせれば、赤、青、黄、緑の4色の風船を作ることができる。浮かぶ力が強いので、数個作ったり、大きな風船を作ったりすれば、人が手に持って空に浮かび上がることもできる。

## 花火花
花火花（はなびはな）は、『よいこ』1970年9月号掲載の無題作品（藤子・F・不二雄大全集第18巻に収録時の題は『花火のたね』）に登場する。
花火の種を土に撒くことで、すぐに植物が育ち、花の代りに花火が開く。
「花火花」の名称は「ドラえもん大事典」（てんとう虫コミックス11巻に収録）で紹介されているもので、作中では種が「はなびのたね」とのみ呼ばれている。
なお登場エピソードは単行本未収録だが、ドラえもんの公式Webサイト『ドラえもんチャンネル』内の『コミックチャンネル』に、「ザ・ショートその1」のタイトルで掲載されていた。。

## ハネツ機
ハネツ機（ハネツき）は、「ドラえもん大事典」（てんとう虫コミックス11巻に収録）に登場する。
羽根突きの相手をするロボット。腕を3本備えており、羽子板を持つ腕に加え、もう2本の腕には「自動スミぬりそうち」と称して墨汁の瓶と筆を持っている。
テレビアニメ第2作第2期「十二支変身サイコロ」（2017年12月31日放送）によると、本体が上下に分かれて開き、羽子板、羽根、墨汁瓶、筆はその中に収納されている。

## はばたきぼう
はばたきぼうは、「ドラえもん大辞典」（てんとう虫コミックス11巻に収録）に登場する。
鍔が羽の様になった帽子で、その鍔が羽ばたいて涼しくなる。

## ハマグリパック
ハマグリパックは、「もぐれ! ハマグリパック」（てんとう虫コミックス42巻に収録）に登場する。
ハマグリを模した一種のタイムカプセル。貝殻を閉めた状態では本物のハマグリ並みの小ささだが、貝殻を開けると目測1メートルほどの大きさになる。保存したい物を入れて貝殻を閉じて地面に置くと、ひとりでに地中に戻る。保存中は内部の時間が停止しており、どんな物でも収納当時のままの状態で保存できる。ハマグリはそれぞれ多少サイズが異なるらしく、ドラえもんが所持していた中で最大のものは人間1人が収納できるサイズだった。
同じ目的の道具に「タイムカプセル」があるが、ハマグリパックの方が地中のスペースをとらず、また地中に埋める手間もないので、優れていると言える。
盗難防止用の道具として「ガードしおまねき」がある。

## ハメルンチャルメラ
ハメルンチャルメラは、「ハメルンチャルメラ」（てんとう虫コミックス41巻に収録）に登場する。
木管楽器の一種であるチャルメラを模した道具。片付けたいものに向かって吹くと、片付けたいものが、山へ独りでに行く（テレビアニメ第2作第2期版では、片づけ先を指定できるようになった）。そして、二度と帰ってこない。人間に吹いた場合、山を降りることが出来なくなる（山に着いた後、その場から動けなくなるものと思われるが、詳細不明。テレビアニメ第2作第2期では、粗大ゴミに埋もれて動けなくなっていた）。なお、笛を逆さに吹けば、片付けられた物はすべて戻ってくる。
民話『ハーメルンの笛吹き男』をモチーフにしている。

## バランス注射
バランス注射（バランスちゅうしゃ）は、「バランス注射」（てんとう虫コミックス20巻に収録）に登場する。
ヤジロベエを象った注射器。これを使うとよい出来事と悪い出来事の起こるバランスがつりあうようになる（悪い事が1回起こるとよいことが1回起こる）。
バランスヘッドが対象者の幸、不幸の大きさ判断し、適量のバランス液を注入する。すると体内の幸運エキスと不幸エキスのバランスが取れるようになる

## バランストレーナー
バランストレーナーは、「バランストレーナー」（てんとう虫コミックス44巻に収録）に登場する。
バランスを要するスポーツの練習に使用する道具。一見ただの座布団だが、裏にはウマ、ウシ、サーフボード、スケートボード、スキー板の5種類の絵が描かれており、ダイヤルで指定すると、座布団がそれぞれのように動き、上に乗ることでバランスの練習ができる。
但し、設定した対象に成りきる為、ウマやウシだとその習性まで完全に再現してしまい、状況によっては制御自体が難しくなる。

## バランスローラースケート
バランスローラースケートは、「こうつうきせいタイマー」（てんとう虫コミックス『ドラえもんプラス』5巻に収録）に登場する。
一見ただのローラースケートだが、靴がバランスをとってくれて転倒や衝突を防ぐので、のび太のように運動神経の鈍い者でも自在にローラースケートを楽しめる。

## ハリ千本バッジ
声 - 不明（1994.4）→古賀晶子（2020.3）
ハリ千本バッジ（ハリせんぼんバッジ）は、「ハリ千本ノマス」（てんとう虫コミックス10巻に収録）に登場する。
ハリセンボンを象ったバッジ、胸に付けて使用する。使用者に対し誰かが嘘をつくと、バッジが「ノマスー」とうなり、その嘘を言った相手は体が勝手に動き、嘘を本当にするための行動をとってしまう。

たとえば、使用者の前で嘘のつもりで「お前にケーキをおごってやる」と言うと、足が勝手に動いて菓子屋へ駆けて行き、意に反してケーキを買ってしまう。
人造良心という装置が内蔵されており、それから発せられる超音波が嘘をついた人間の深層意識を刺激し、無意識のうちにその嘘を実行させる。
問題ないし欠陥は、「嘘だったほうがいい、本当だったら大変」という嘘の場合でも、効果は同じように発揮されること。親切のつもりで「のび太の家が火事」と嘘をついた静香は、それを本当にするため、放火しようとしてしまった。
テレビアニメ第2作第2期では安雄とはる夫がのび太を騙そうとする場面が追加されており、安雄は「僕の家にアイドルが来ている」と言ったが、バッジの効果によってアイドルの握手会の会場に向かい、アイドルを自分の家に連れ出そうとした所を警備員に取り押さえられた。はる夫は「神成さんの家でおやつが食べ放題」と言ったが、バッジの効果によって神成さんの家に上がり込み、勝手に羊羹を食べた事でそれに怒った神成さんに追い回された。なお、この話では静香のついた嘘は「のび太の家に泥棒が入った」に変更されており、バッジの効果によって静香はほっかむりをしてのび太の家にあるものを盗もうとしたところで話が終わっている。
カタログ番号：B-04、商品番号：BP404-E、価格：2400円

## バリヤーポイント
バリヤーポイントは、「バリヤーポイント」（てんとう虫コミックス31巻に収録）に登場する。
未来の世界の警官が使用する道具。これを身に付けると半径2メートルの不可視のバリヤーが張られ、何者もバリヤー内に入ることができなくなる他、雨や外界からのどんな攻撃も全て封じることが出来る。何かをバリヤー内に入れる必要のある場合は、その物の頭文字を呼んで「○○のつくもの入れ」と言うと、その頭文字の物はすべてバリヤー内に入れるようになる（人物のあだ名や本のタイトルでも通用する）。テレビアニメ第2作第2期では、この方法を使うと近くにある対象物がバリヤーの中に瞬間移動する。
作中では、のび太がホットケーキを食べようとして「ホのつくもの入れ」と言った後で、骨川スネ夫がバリヤー内へ入れなくなっている描写があることから、バリヤーを通れるのは頭文字を言われてから一定時間だけである。
なお、ジャイアンとスネ夫はのび太に近づく為に2冊の漫画（それぞれタイトルの頭文字が「ジャ」と「ス」）を持ってきたが、テレビアニメ第2作第1期では「ジャムパン」と「スケートボード」になっている。また、テレビアニメ第2作第2期では「ゴロゴロコミック」と「星野（ほしの）スミレのサイン入り色紙」になっているが、これは2人の名字である剛田（ごうだ）と骨川（ほねかわ）を利用した作戦である。

## はるかぜうちわ
はるかぜうちわは、「はるかぜうちわ」（『小学一年生』1978年3月号掲載、単行本未収録）に登場する。
このうちわで扇ぐと、仰いだ場所だけ春にすることができる。季節が冬の状態で春にすれば、植物が芽を出し、冬眠中の動物も目覚めて動き出す。しかし扇ぐのをやめると元の季節に戻るので、それら生物も死んでしまう。

## パワーつるはし
パワーつるはしは、「合成鉱山の素」（てんとう虫コミックス43巻に収録）に登場する。
持ち主の力を百倍にパワーアップさせるつるはし。これを使うと僅かな力で地面を掘ることができる。
似た用途の道具に「らくらく道具」がある。

## 番犬貯金箱
声 - 不明（1989.7）→石井真（2013.1）
番犬貯金箱（ばんけんちょきんばこ）は、「人間貯金箱製造機」（てんとう虫コミックス40巻に収録）に登場する。
貯金箱の一種。貯金した人間が意志薄弱で、ついつい使用してしまうことを防止するための機能がある。
この道具は番犬を模した道具で、もし誰かがお金を取り出そうとするとほえたり噛み付いたりする。
ただし金を取り出そうとするのび太に敗北している事から、性能には少々問題が見受けられる。

## ハンディキャップ
ハンディキャップは、「ハンディキャップ」（てんとう虫コミックス39巻に収録）、「南海の大冒険」（同45巻に収録）に登場する。
外観および機能共に異なる以下の2つがある。
「ハンディキャップ」登場分
ヘルメット状の道具で、これをかぶると周囲の人の知力および体力などの能力が自分と同じレベルになる。効果の及ぶ範囲はダイヤルで指定でき、最小は5メートル四方、最大だと日本全域まで広げられる。
同様の機能を持つ道具に「ビョードーばくだん」、「人間うつし」がある。
「南海の大冒険」登場分
海賊がかぶっているような帽子。コントローラーによる遠隔操作で締め上げ、かぶっている者を気絶させることができる。のび太たちが宝探しの冒険をする際、ジャイアンとスネ夫をライバルの海賊役に仕立て上げ、2人がやり過ぎないように制裁のためにかぶせておいたもの。
テレビアニメ版の該当作品では、頭を締め付けるという描写がまずかったためか「ボーっと帽子」という別の道具に差し替えられ、スイッチを入れると何も考えない状態にするという道具に変更された。
なお同エピソードを原案とした作品『ドラえもん のび太の南海大冒険』でもジャイアンたちが同様の帽子をかぶっているが、前述のような機能の描写はない。

## パンドラボックス
パンドラボックスは、「パンドラのお化け」（てんとう虫コミックス19巻に収録）に登場する。
どんな誘惑にも屈しない強い意志を鍛えるための箱型の道具で、使用者は横にあるボタンを押してから24時間、蓋を開けずにいる努力を強いられる。箱には使用者に開けさせようとする効果があり（使用者を刺激するだけでなく周囲の人や生物も動かして）、開けてしまうと中からオバケが出てくる。中のオバケはその風貌こそオバケ然としているが性格はおとなしく、開けた者に物理的に張り付く程度。
作中では、のび太が使用しており、開けないようにと我慢し、最終的には物置に隠そうとしていたが、玉子に怪しまれ、彼女の（鬼のような）威圧に負けて結局開けてしまった（のび太は「ママよりマシ」と言っており、ドラえもんを唖然とさせた）。原作やアニメでは、のび太が箱を開ける直接のシーンがなく、玉子がオバケを見てどう反応したのかは不明である。
『パンドラの箱』をモチーフにしている。
オープニング「ハグしちゃお」の映像では、このオバケがドラえもんやムテキマンとハグしている（相手は笑顔で、恐怖感や嫌悪感は見られない）。

## 万能オープナーひらけゴマ
万能オープナーひらけゴマ（ばんのうオープナーひらけゴマ）は、「人間貯金箱製造機」（てんとう虫コミックス40巻に収録）に登場する。
ふりかけ瓶を模した道具。作品中では「さいみん貯金箱」「パズル貯金箱」「番犬貯金箱」から現金を取り出そうとした際に使用した。これらの貯金箱は通常では「万能オープナーひらけゴマ」を使わないと現金を取り出すのは難しい。

## 万能改造自動ドライバー
万能改造自動ドライバー（ばんのうかいぞうじどうドライバー）は、「改造チョコQ」（てんとう虫コミックス31巻に収録）に登場する。
外観はただのドライバーだが、ネジを回すだけではなく、物を切ったり曲げたりすることもできるので、これ1本でどんな作業、改造もできる。
のび太が「未来のチョコQ」の改造に使用した。
テレビアニメ第2作第2期『無敵のスーパーランドセル』にも登場し、ランドセルの改造にも使用されている。

## 万能加工ミニ工場
万能加工ミニ工場（ばんのうかこうミニこうじょう）は、大長編漫画『のび太の恐竜』に登場する。
部屋ほどの大きさもある大掛かりな工場型の機械。食材を投入すると、多様な調理品に加工できる。保存用に缶詰を作ることもできる。
現代世界にない食材にも対応しており、作中ではのび太たちが白亜紀世界で使用し、ソテツの実でパン、シダでサラダ、白亜紀の魚介類で刺身、フライ、ムニエルを作って食料とした。
この道具は1983年の漫画単行本発行時に加筆が行われたことで初登場したため、1980年公開のアニメ映画には登場しない。2006年公開のアニメ映画『のび太の恐竜2006』では、半径1mほどの鍋のような形で登場し、投入した食材が数十本の魚肉ソーセージに加工される様子が描かれた。

## 万能グラス
万能グラス（ばんのうグラス）は、「万能グラス」（てんとう虫コミックス『ドラえもんプラス』4巻に収録）に登場する。
眼鏡を象った道具で、これをかけると壁の向こうだろうと、どんな遠くだろうと何でも見える。あまり使いすぎると夢中になって離せなくなってしまう道具だとされる。

## 万能クリーナー
万能クリーナー（ばんのうクリーナー）は、「万能クリーナー」（てんとう虫コミックス42巻に収録）に登場する。
目測十数センチメートル程度の大きさのハンディクリーナーのような道具。これで紙の表面をなぞると、印刷物でも油性ペンで書いた字でも、何でも消し去ることができる。消し去ったものはクリーナー付属のカプセルに保存される仕組みになっており、何かを消した後でクリーナーで白紙をなぞれば、消し去った紙に書かれていた内容を、その白紙に写し換えることもできる。
また、『ドラえもん のび太の日本誕生』の映画版にも同名の道具が登場する。

## 万能コピー
万能コピー（ばんのうコピー）は、「なんでもひきうけ会社」（てんとう虫コミックス第37巻に収録）に登場する。
「もはん広告ペン」で書いた広告のコピーを作るのに使用。
作中では道具の姿が登場しない。テレビアニメ第2作第1期「なんでも引き受け会社」（1985年3月29日放送、映像ソフト未収録）では「万能コピー用紙」と言う名称で、この紙を何枚も重ねて一番上の紙に書き物をすると、書いた内容が重ねた紙すべてに写る機能になっている。

## 万能巣箱
万能巣箱（ばんのうすばこ）は、『ドラえもん のび太の宇宙開拓史』に登場する。
「万能」の名のとおり、鳥に合せて自動的に大きさの変わる巣箱。原作漫画では木に仕掛けているが、映画では杭で地面に突き立てる仕掛けになっている。

## 反のうテストロボット
反のうテストロボット（はんのうテストロボット）は、「テスト・ロボット」（てんとう虫コミックス7巻に収録）に登場する。
顔がホワイトボード状になっている骨格めいた姿のロボット。ボードに誰かの顔を書いて話しかけると、実際にその顔の相手の反応と同じように喋ったり動いたりする。これによって相手に何かを言わなければならない際に、どんな言い方をすれば良いかを前もってテストできる。
原作ではのび太がジャイアンが貸してくれた本を汚してしまい、どう対処すればいいかでこの道具を使用している。テレビアニメ第2作第1期では「リサイクル活動」を「リサイタル活動」と聞き間違えてリサイタルを行おうとしているジャイアンを阻止する為に使用。最終的にはジャイアンの母ちゃんの顔が描かれたロボットで阻止する事が出来た（母ちゃんが不在だった為、ジャイ子が顔を描いた）。なお、テレビアニメ第2作第1期では、ボードに描いてある顔が笑ったり、怒ったりと表情が変わる描写があった。

## 万能テント
万能テント（ばんのうテント）は、「万能テントですてきなキャンプ」（藤子不二雄ランド29巻に収録、『ぼく、ドラえもん』12号付録冊子に再録）に登場する。
22世紀での売り出されたばかりの新テント。犬小屋ほどの大きさだが、内部は特殊空間によって山小屋ほどの快適な広さになっている。さらに内部のボタン操作により、床を絨毯のような感触に変えたり、床からテーブルと椅子を出したり、壁面をガラス窓のように透明化したり、ベッドや風呂を出したりと様々な機能を持つ。床面から伸びるシャフトでテントを空高く持ち上げ、展望台のように景色を楽しむこともできる。野外で遊ぶ為の乗り物、船、空を飛ぶ道具など、遊び道具も数多く用意されている。食事の時は、どんな料理でも出てくる「出前スタンド」も搭載（有料であり、代金は自宅に請求される）。キャンプでゴミを散らかさないよう、散らばったゴミを自宅へ転送する掃除機も内蔵している（うっかり掃除機を作動させたままにすると、キャンプ先から集めた大量のゴミで自宅が埋もれてしまうのが難点）。

## 万能舞台装置
万能舞台装置（ばんのうぶたいそうち）は、「なぜか劇がメチャクチャに」（てんとう虫コミックス28巻に収録）などに登場。
芝居やコンサートなどのセットを作り出す装置。ワンタッチで映画のようにセットが投影されるが、いわゆる立体映像ではなく、セットや小道具は実体も伴っており、本物のセット同様に使用できる。着せ替え光線を出演者に投影することで、どんな衣装も用意できる。
初登場は28巻収録「なぜか劇がメチャクチャに」で、「オート・アクションプロンプター」と接続して使用されていたが、29巻収録「プラモが大脱走」、38巻収録「またもジャイアンコンサート」では単体で使用されている。また、『のび太の太陽王伝説』では「万能舞台セット」と呼ばれている。

## 万能プリンター
万能プリンター（ばんのうプリンター）は、「万能プリンター」（てんとう虫コミックス43巻に収録）に登場する。
撮り損ないの写真を入れて修正を行なうための機械。アングルを変えたり、本来写真に写っていない場所を写したり、時間逆行機能によって撮影時点より前の光景をプリントしたりできる。視点を180度変換すれば、その写真を撮影している者がカメラをこちらへ向けている姿をプリントすることすらできる。
さらに音声再生機能も搭載。プラスチックケース入りで写真が出てきて、ケースを開くと撮影時点の音声が再生される（ただしプリント時間は通常より長い）。
機能および用途ともに同様の道具に「お好みフォト・プリンター」がある。

## 万能わな
万能わな（ばんのうわな）は、「未来世界の怪人」（てんとう虫コミックス4巻に収録）に登場する。
ドラえもんやドラミの道具ではなく、22世紀から現代へ逃亡してきた犯罪者からジャイアンが手に入れた道具。金魚鉢のような形で、どんな動物でも誘い込み、小さくして中に閉じ込めてしまう。「かくれマント」などで姿を消していても、もはや逃れることはできない。
外にいる者が器を逆さにする（2009年3月13日放送のアニメ版では、器の口を指で撫でる）ことで獲物を外へ出せる。

## 半分おでかけ雲
半分おでかけ雲（はんぶんおでかけぐも）は、「半分おでかけ雲」（てんとう虫コミックス『ドラえもんプラス』1巻に収録）に登場する。
人の上半身だけが別の場所へ出かけることのできる道具。綿菓子機のような機械に、ザラメのような「雲のもと」を入れると、目測1メートルほどの雲が出てくる。この雲を2つにわけ、片方の雲の下に上半身を突っ込むと、もう片方の雲の上から上半身が出てくる。雲を境にして上および下半身が別々になるので、下半身の方をどこかに残したまま、上半身だけ雲に乗って別の場所へ出かけることができる。雲なので自在に空が飛べ、スピードも速い。上半身が雲の中にもぐれば、下半身側の雲の下へ一瞬にして帰ることができる。逆に上半身側の雲から全身飛び出すこともできる。
テレビアニメ第2作第1期「半分おでかけ雲」（原作「半分おでかけ雲」のアニメ化作品。1987年11月13日放送、ビデオソフト未収録）では「半分おでかけ雲製造機と雲のもと」と呼び道具を出しており、製造される雲を「半分おでかけ雲」と呼んで区別している。しかし原作では製造機を「半分おでかけ雲」と呼んでいる。

## 半分こ刀
半分こ刀（はんぶんことう）は、「半分の半分のまた半分」（てんとう虫コミックス42巻に収録）に登場する。
この刀で物を両断すると、形は元のままで大きさが半分の2つの物になる。どんな物でも、大きさは小さくなるものの2つに増やすことができる。人間を斬ることもでき、2人となった人間がそれぞれ行動できる。半分こ刀で自分を斬って2人になった場合は、半分となった2人それぞれが半分となった半分こ刀を持っている状態となる。
この刀で半分になったものは、一つにまとめることで元の大きさに戻すことが可能だが、具体的な戻し方は作中では描かれていない。